# Усов, Дмитрий Сергеевич
Дмитрий Сергеевич Усов (1896—1943) — русский поэт, переводчик.

## Биография
В раннем возрасте потерял отца, чей родной брат, Сергей Андреевич Усов, женился на матери Дмитрия в 1903 г. К своему отчиму, будущему приват-доценту МГУ по кафедре зоологии и сравнительной анатомии, Дмитрий был очень привязан и относился к нему как к родному отцу.
Осенью 1904 г. поступил в приготовительный класс Московской гимназии Е. А. Кирпичниковой, где подружился с Марией и Павлом Антокольскими. С 1 сентября 1907 г по 1 августа 1908 г. жил в Германии, где С. А. Усов находился в научной командировке. Последние два класса школы (1912—1914) учился в Первой московской гимназии, окончил с серебряной медалью. В этот период значительную роль в духовном становлении Усова сыграли С. Н. Дурылин и Е. И. Васильева (Черубина де Габриак).
В 1914 г. поступил на историко-филологический факультет Императорского Московского университета и дебютировал в печати как поэт, переводчик (в «Первом сборнике молодых поэтов») и критик (в «Первом журнале русских футуристов»). Писал и по-немецки — его переводы, заметки и рецензии появились в том же году в московской немецкой газете «Moskauer Deutsche Zeitung». С 1915 г. участвовал в альманахах издательства «Жатва», одним из совладельцев которого был друг Усова — поэт Арсений Альвинг.
В октябре 1918 г. уехал в Астрахань. Служил в Астраханском университете (вплоть до его закрытия в марте 1922 г.) заведующим кафедрой истории западноевропейских литератур факультета общественных наук, преподавателем рабфака, лектором немецкого языка. В 1919—1920 гг. работал также инструктором в политотделе Волго-Каспийской Военной Флотилии, публиковал статьи в издававшейся политотделом газете «Военмор». В 1920—1921 гг. читал курс лекций по лирической поэзии в Музыкальном училище (Астраханской народной консерватории). В 1921 г. женился на Елене Александровне Костроминой, которая, вопреки желанию Усова, 22 февраля 1922 г. родила от него дочь Ирину. Усов отказался дать дочери своё имя, летом 1923 г. вернулся в Москву один, его брак фактически распался.
С 1 сентября 1923 г. — сотрудник Комиссии по исследованию художественной жизни России в эпоху Октябрьской революции в РАХН (с 1925 г. — ГАХН). Преподавал обществоведение в школе № 10 имени Ф. Нансена (ныне школа № 110 им. М. Эрнандеса), читал лекции по теории стиха в Литературно-художественном институте; в 1927—1929 гг. преподавал теорию и технику художественного перевода с немецкого на Высших курсах иностранных языков при Библиотеке иностранной литературы. В 1925 году женился на Алисе Гуговне Левенталь — двоюродной сестре историка философии и правоведа М. С. Фельдштейна (последний был дружен с Мариной Цветаевой, которая и познакомила своего кузена с Усовым). А. Г. Левенталь была дочерью доктора медицины Гуго Адольфовича Левенталя и племянницей писательницы Рашели Хин (и жила в семье тёти).
С весны 1931 г., после закрытия ГАХН, вёл раздел фразеологии в Большом немецко-русском словаре. Преподавал в Московском педагогическом институте и в Московском областном комбинате иностранных языков, переводил стихи и прозу с немецкого и французского.
3 февраля 1935 г. арестован по делу «Немецко-фашистской контрреволюционной организации на территории СССР» — так называемому делу словарников (всего по делу проходило 140 человек, в том числе Г. Шпет, М. Петровский, А. Габричевский, Б. Ярхо). Осуждён на 5 лет ИТЛ, срок отбывал в Белбалтлаге. Алису Гуговну в феврале 1936 г. отправили в ссылку в Киргизию.
В начале февраля 1940 г. освободился и, пробыв несколько дней в Ленинграде и Москве, уехал к жене в Беловодск. В январе 1941 г. переехал в Ташкент, где преподавал в педагогическом и учительском институтах. Умер от истощения сердца. Реабилитирован заключением Прокуратуры СССР от 30 марта 1989 г.

## Семья
Двоюродные братья (по матери) — зоолог Юлий Матвеевич Вермель и гистолог Евгений Матвеевич Вермель.